# Valeriana lapathifolia
Valeriana lapathifolia är en kaprifolväxtart som beskrevs av Vahl. Valeriana lapathifolia ingår i släktet vänderötter, och familjen kaprifolväxter. Inga underarter finns listade i Catalogue of Life.